# John McKay (regista)
John McKay (...) è un regista scozzese di cinema e televisione.

## Biografia
John McKay è un regista televisivo e cinematografico scozzese. La sua carriera iniziale è stata quella di drammaturgo, prima di iniziare la sua carriera cinematografica dirigendo i cortometraggi Doom and Gloom (1996) e Wet and Dry (1997).
Questi cortometraggi hanno fatto ottenere a McKay un notevole plauso: Wet and Dry è stato nominato nella categoria "Miglior cortometraggio di finzione" al Molodist International Film Festival di Kiev nel 1997. Doom and Gloom è stato anche riconosciuto dalla critica, vincendo una "Menzione speciale" nella categoria "Youth on Youth Award" al Locarno Festival 1998, e il premio "Miglior Cortometraggio Europeo" al Festival Internazionale del Film di Bruxelles 1999.
Dopo aver lavorato alla serie televisiva Psychos per Kudos e Channel 4 nel 1999, ha diretto il suo primo lungometraggio, Sposami, Kate! (Crush), con Andie MacDowell, Imelda Staunton, Anna Chancellor e Kenny Doughty per cui ha anche scritto la sceneggiatura. Uscito nel 2001, Sposami, Kate! ha incontrato una reazione critica generalmente negativa, e un secondo film che McKay aveva scritto e stava progettando di dirigere all'epoca, Knickers, ambientato nella seconda guerra mondiale, non ha mai visto la produzione.
Dopo Sposami, Kate! McKay è tornato al lavoro televisivo; nel 2003 ha diretto The Miller Tale e The Sea Captain's Tale per la nuova versione della BBC One dei Racconti di Canterbury, dove gli eventi delle storie sono stati trasposti in contesti contemporanei. The Miller Tale, che ha aperto la serie, si è rivelato un successo, con un pubblico di 7,6 milioni di spettatori e una reazione della critica mista ma generalmente favorevole. Nel 2004 McKay è tornato al cinema con il suo secondo lungometraggio, dirigendo l'adattamento dello sceneggiatore premio Oscar Julian Fellowes del romanzo di P. G. Wodehouse, Piccadilly Jim.
McKay è poi tornato ancora una volta alla televisione e nel 2006 ha diretto gli episodi di due delle nuove serie drammatiche di alto profilo della BBC One. Ha diretto il terzo e il quarto episodio della serie drammatica Life on Mars, e più tardi nello stesso anno ha diretto i due episodi di apertura della nuova serie su Robin Hood del canale. Life on Mars ha ottenuto un particolare successo di critica e popolare, con la recensione Nancy Banks-Smith di The Guardian che ha descritto il secondo episodio di McKay, il quarto della serie, come "una versione ispirata della solita formula di Gruff Copper della vecchia scuola."
Nel 2007 McKay ha diretto Reichenbach Falls, un dramma unico di 75 minuti per il canale televisivo digitale BBC Four, adattato da James Mavor da un racconto di Ian Rankin. Questo è stato trasmesso nel marzo 2007.  Un altro dramma unico per BBC Four, We'll Take Manhattan, sulla relazione tra la modella Jean Shrimpton e il fotografo David Bailey, è stato trasmesso nel gennaio 2012. McKay ha scritto e diretto We'll Take Manhattan. Il suo terzo lungometraggio, Not Another Happy Ending, da una sceneggiatura di David Solomons, è uscito nel 2013.

## Filmografia parziale
Regia
- Sposami, Kate! (Crush) (2001)
- Piccadilly Jim (2004)
- Reichenbach Falls (2007)
- We'll Take Manhattan (2012)
- Not Another Happy Ending (2013)